# La última oportunidad
La última oportunidad (título en alemán: Die letzte Chance), es una película de guerra suiza de 1945, dirigida por Leopold Lindtberg. Narra la intensa historia de un grupo de prisioneros de guerra que escapan de Italia hacia Suiza durante la Segunda Guerra Mundial.
Participó en el Festival de Cine de Cannes de 1946 y ganó el Gran Premio del Festival (la Palma de Oro). La película fue seleccionada para su proyección como parte de la sección Cannes Classics en el Festival de Cannes 2016.

## Sinopsis
Tras escapar de un tren de prisioneros de los nazis en Italia, un soldado británico y otro estadounidense buscan la frontera suiza, encontrándose al frente de un grupo de emigrantes que desean también atravesar las montañas nevadas para alcanzar el país helvético.

## Reparto
- Ewart G. Morrison : mayor Telford
- John Hoy : el teniente John Halliday
- Ray Reagan : le sergent Jim Braddock
- Luisa Rossi : Tonina
- Giuseppe Galeati : el chofer
- Romano Calò : el sacerdote
- Leopold Biberti : el teniente suizo
- Sigfrit Steiner : el médico militar
- Emil Gerber : el guardia  de frontera
- Therese Giehse : Frau Wittels
- Robert Schwarz : Bernard Wittels
- Germaine Tournier : Monnier
- Berthe Sakhnowsky : Chanele
- Jean Martin : el holandés
- Carlo Romatko : el trabajador yugoslavo

## Producción
Producidos en Suiza en 1944, los dos protagonistas británicos eran prisioneros de guerra que escaparon de Italia a Suiza y el único protagonista estadounidense era un tripulante de las Fuerzas Aéreas del Ejército cuyo avión aterrizó en Suiza y fue internado. Los tres fueron elegidos para la película por el director.

## Recepción
Bosley Crowther , crítico de cine de The New York Times, elogió a la película describiéndola como "una película vívida y honesta" y "un drama tenso y emocionante basado sustancialmente en hechos documentados".